# Mieczysław Gruell
Mieczysław Gruell (ur. 27 grudnia 1845?/8 stycznia 1846 w Lidzie, zm. 24 czerwca 1909 we Włocławku) – polski lekarz chirurg, działacz społeczny, uczestnik powstania styczniowego.

## Życiorys

### Wczesne lata
Był synem Konstantyna Gruella i Marii Deteryńskiej. Jego ojciec pochodził ze spolszczonej rodziny niemieckiej wywodzącej się z Lidzbarka Warmińskiego. Krewnym, prawdopodobnie pradziadkiem Mieczysława był aptekarz i prezydent Lublina Teodor Gruell-Gretz.
Pierwsze nauki pobierał w Pułtusku. Następnie uczył się w gimnazjum filologicznym w Warszawie. W 1862 roku rozpoczął studia na Wydziale Inżynierii Cywilnej Instytutu Politechnicznego i Rolniczo-Leśnego w Puławach. Po wybuchu powstania styczniowego dołączył do oddziału Puławiaków zorganizowanego przez Leona Frankowskiego. Brał udział w walkach od lutego do marca 1863 roku, wtedy też został ranny. W konsekwencji był kulawy do końca życia.
W latach 1864–1869 studiował na wydziale lekarskim Szkoły Głównej Warszawskiej. Tu Gruell poznał uznanych chirurgów, takich jak dziekan szkoły Aleksander Antoni Le Brun czy prof. Polikarp Girsztowt. Niektóre z ich postępowych metod, Gruell przeszczepi później na grunt szpitala we Włocławku. 
Od 27 października 1869 do 23 października 1872 roku pracował jako lekarz miejski w Ostrowcu. Dodatkowo, 19 listopada 1870 roku został wyznaczony do tymczasowego pełnienia funkcji lekarza powiatowego w Iłży, z powodu choroby dotychczasowego lekarza Zieleńskiego.

### Naczelny lekarz Szpitala św. Antoniego we Włocławku
Pod koniec 1872 roku osiedlił się we Włocławku. Tu objął funkcję naczelnego lekarza, a później ordynatora Szpitala św. Antoniego. W tym czasie szpital ten posiadał 45 łóżka szpitalne i zatrudniał tylko jednego lekarza. Gruell wprowadził innowacyjne jak na owe czasy metody leczenia, np. leczenie ran kwasem karbolowym, zastosowanie opaski Esmarcha, a później opaski elastycznej przy amputacjach, watowego opatrunku Guerina na kikuty oraz w leczeniu wrzodów goleni. Podejmował się m.in. trudnych operacji nowotworów. Z uwagi na zły stan techniczny szpitala, który założono w 1823 roku w budynkach dawnego browaru, apelował do władz miasta o budowę nowego gmachu szpitala. Prośba ta nie została zrealizowana za jego życia. 3 czerwca 1905 roku dr Mieczysław Gruell zwolnił się ze stanowiska ordynatora, a jego następcą został jego dotychczasowy asystent dr Kraszewski.
Mieczysław Gruell prowadził działalność publicystyczną. W latach 1874–1877 opublikował na łamach Gazety Lekarskiej kolejne cztery roczne Sprawozdania z działalności lekarskiej Szpitala św. Antoniego we Włocławku za lata od 1873 do 1876. Łącznie Sprawozdania zajęły 95 stron druku. Ujął w nich ok. 100 jednostek chorobowych, podzielonych na choroby zewnętrzne, wewnętrzne, weneryczne i umysłowe, z uwzględnieniem płci, wieku i pochodzenia społecznego chorych. Podał w nich statystyki dot. m.in. wyników leczenia czy długości pobytu w szpitalu. Wreszcie podawał wnioski praktyczne. Podkreślał potrzebę uwzględnienia najnowszych zdobyczy nauki w pracy lekarza. Był także współautorem Przeglądów postępów nauki lekarskiej we wszystkich jej gałęziach i we wszystkich krajach za lata 1870-1873, wspólnie ze swoim dawnym wykładowcą prof. Polikarpem Girsztoftem. Napisał cztery prace kazuistyczne. Tłumaczył publikacje w języku niemieckim, m.in. artykuły publikowane w Berliner klinische Wochenschrift czy Podręcznik chirurgii polowej J. Landsberga (1878). Jego działalność publicystyczną prawdopodobnie zahamowała nasilająca się rusyfikacja i w konsekwencji, obniżenie poziomu materialnego i naukowego szpitala.
Oprócz chirurgii, w obszarze jego zainteresowań znalazła się też interna i ginekologia. Dokonał też sześciu przekładów prac lekarskich. Jako lekarz, był orędownikiem zakazu zatrudniania w rolnictwie dzieci i młodzieży poniżej 18 roku życia. Na podstawie statystyk szpitala we Włocławku zaobserwował, że najwięcej wypadków z udziałem niebezpiecznych maszyn rolniczych dotyka osób w tym przedziale wiekowym, a w konsekwencji zostają oni kalekami na całe życie. Sprzeciwiał się natomiast przyjmowaniu biednych wyrobników i żebraków, którzy często umierają w ciągu kilkunastu godzin od przybycia do szpitala.
Był także lekarzem kolejowym we Włocławku. Od 1881 roku jest lekarzem Seminarium Duchownego we Włocławku. W latach 1881–1893 pobierał pensję rzędu 80 rubli rocznie, a od 1893 roku – 100 rubli. W latach 1905–1909 był lekarzem fabrycznym Fabryki Cykorii Ferdynanda Bohma, dzisiejszej Delecta.

W 1900 roku był współzałożycielem i jednym z fundatorów powstania 7-klasowej Szkoły Handlowej we Włocławku, obecnego Liceum im. Ziemi Kujawskiej. Był też członkiem Rady Opiekuńczej szkoły, szkolnym lekarzem i wykładowcą higieny począwszy od jej założenia.

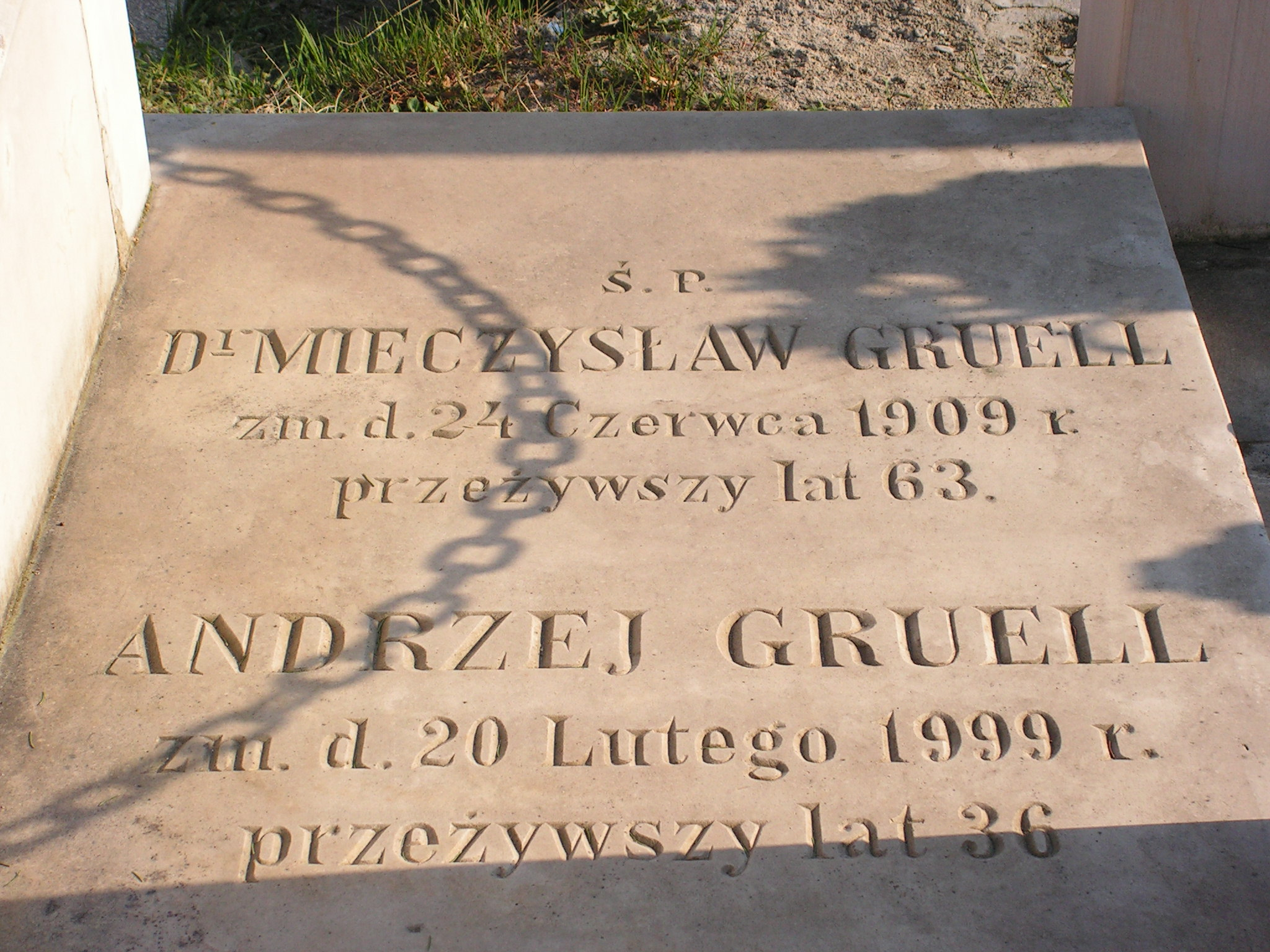
Inskrypcja na grobie rodziny Gruell na Cmentarzu Komunalnym we Włocławku

Doktor Gruell udzielał się charytatywnie. Wspierał finansowo Włocławskie Towarzystwo Dobroczynności.
Zmarł 24 czerwca 1909 roku we Włocławku. Został pochowany w rodzinnym grobowcu w kwaterze nr 54/8/77 na Cmentarzu Komunalnym we Włocławku. Jego pogrzeb był manifestacją społeczeństwa Kujaw.
Prywatnie mąż Marii Biernackiej (1846–1887) z którą doczekał się dwójki dzieci, Stanisława (1879-1953) i Ludmiły (zm. 1939). Stanisław Gruell był uczestnikiem strajku szkolnego 1905 roku w Szkole Handlowej we Włocławku. Później został technikiem, m.in. był członkiem Kujawskiego Stowarzyszenia Techników. Pod koniec życia popadł w nędzę. Nie założył własnej rodziny. Ludmiła była sekretarką w Gimnazjum Ziemi Kujawskiej. Była samotną matką, a jej potomkowie żyją do dziś pod tym nazwiskiem.